# Typ-II-Von-Neumann-Algebra
Typ-II-Von-Neumann-Algebren sind spezielle in der mathematischen Theorie der Von-Neumann-Algebren betrachtete Algebren. Es handelt sich um den zweiten von drei Typen der Typklassifikation von Von-Neumann-Algebren. Diese lassen sich weiter in endliche, sogenannte Typ-II1-Algebren und unendliche, sogenannte Typ-II∞-Algebren unterteilen, wobei letztere im σ-endlichen Fall aus ersteren konstruiert werden können.

## Definitionen
Eine Projektion in einer Von-Neumann-Algebra {\displaystyle A} ist ein selbstadjungiertes idempotentes Element {\displaystyle e}, das heißt, es gilt {\displaystyle e=e^{*}=e^{2}}. Eine solche Projektion heißt abelsch, falls {\displaystyle eAe} eine abelsche Von-Neumann-Algebra ist, sie heißt endlich, falls aus {\displaystyle e=v^{*}v} und {\displaystyle vv^{*}\leq e} stets {\displaystyle vv^{*}=e} folgt. Eine Von-Neumann-Algebra heißt vom Typ II, falls sie außer 0 keine abelschen Projektionen enthält, aber jede von 0 verschiedene Projektion aus dem Zentrum von {\displaystyle A} eine von 0 verschiedene endliche Projektion umfasst. Sie heißt vom Typ II1, falls das Einselement als Projektion endlich ist, sie heißt vom Typ II∞, falls keine von 0 verschiedene Projektion aus dem Zentrum endlich ist.

## Beispiele
- Es sei {\displaystyle G} eine diskrete Gruppe. Jedes Element {\displaystyle g\in G} operiert als Linksoperator {\displaystyle l_{g}} und als Rechtsoperator {\displaystyle r_{g}} auf dem Hilbertraum {\displaystyle \ell ^{2}(G)} in dem man {\displaystyle (l_{g}(x))(h):=x(g^{-1}h)} und {\displaystyle (r_{g}(x))(h):=x(hg^{-1})} definiert. Es seien {\displaystyle L_{G}} und {\displaystyle R_{G}} die von {\displaystyle \{l_{g};\,g\in G\}} bzw. {\displaystyle \{r_{g};\,g\in G\}} erzeugten Von-Neumann-Algebren. Dann sind {\displaystyle L_{G}} und {\displaystyle R_{G}} endlich und gegenseitige Kommutanten.

Ist {\displaystyle G} eine ICC-Gruppe, das heißt, nur das neutrale Element liegt in einer endlichen Konjugationsklasse, so handelt es sich um Typ-II1-Algebren, sogar um sogenannte Faktoren, das heißt, das Zentrum der Algebren besteht nur aus den Vielfachen des Einselementes.
- Ist {\displaystyle A} eine Typ-II1-Algebra, so ist das Tensorprodukt {\displaystyle L(\ell ^{2}){\overline {\otimes }}A} eine Typ-II∞-Algebra.
- Im Artikel zu den W*-dynamischen Systemen ist eine Konstruktion beschrieben, die zu Typ-II-Von-Neumann-Algebren führt.

## Struktur
Zu jeder Typ-II-Von-Neumann-Algebra {\displaystyle A} gibt es eine Projektion {\displaystyle p} aus dem Zentrum von {\displaystyle A}, so dass
- {\displaystyle A=pA\oplus (1-p)A=pAp\oplus (1-p)A(1-p)}
- {\displaystyle pA} ist eine Typ-II1-Algebra.
- {\displaystyle (1-p)A} ist eine Typ-II∞-Algebra.[3]

Zu jeder σ-endlichen Typ-II∞-Algebra {\displaystyle A} gibt es eine Typ-II1-Algebra {\displaystyle B} mit {\displaystyle A\cong L(\ell ^{2}){\overline {\otimes }}B}.
Tensorprodukte von Typ-II-Algebren sind wieder Typ-II-Algebren. Sind die Algebren vom Typ II1 oder Typ II∞, so ist das Tensorprodukt nur dann vom Typ II1, wenn beide Faktoren es sind, anderenfalls vom Typ II∞.